# Anne D'Evegroote
Joanna Maria (Jeanne-Marie, Anne) D'Evegroote (Aubel, 18 oktober 1783 - aldaar, 14 maart 1892) was een Belgische eeuwelinge.

## Levensloop
Ze werd geboren in Aubel op 18 oktober 1783, als dochter van Laurentius D'Evegroote en Maria Josepha Doolen. Ze werd gedoopt in de Sint-Hubertuskerk. Op 14 maart 1892 overleed zij; de Franstalige overlijdensakte noemt haar als Marie Jeanne D'Evegroote, dochter van Laurent D'Evegroote en Marie Josèphe Doolen.
Ze bleef vrijgezel en kinderloos.
Voor zover bekend werd ze de oudste mens ter wereld bij de dood van Willem van Renterghem in 1888. Ze overleed ruim vier jaar later op 108-jarige leeftijd.